# Hormiguero (régészeti lelőhely)
Hormiguero (kiejtése körülbelül: ormigero, a harmadik szótagon levő hangsúllyal) egy maja régészeti lelőhely délkelet-Mexikóban, Campeche államban. Eredeti, maja neve nem ismert, a mai, spanyol nyelvű név jelentése „hangyaboly”, amit egy, az 1930-as években a közelben működött rágógumifa-kitermelő telep után kapott.

## Leírás
A romok Campeche állam délkeleti részén, Calakmul község területén találhatók, őserdővel teljesen körbevéve. A Xpujil városából délre induló 269-es állami útról egy 8 km-es mellékút vezet hozzá, amely Eugenio Echeverría Castellot településnél ágazik le nyugati irányba.
A város a késői klasszikus korban, 600 és 800 között élte fénykorát. A lelőhelyet a washingtoni Carnegie Intézet megbízásából a területre látogató régészek, Karl Ruppert és John Denison fedezték fel második útjuk alkalmával, 1933 áprilisában, de a feltárási munkálatok csak 1979-ben kezdődtek meg.
Két legjellegzetesebb épülete az úgynevezett 2-es és 5-ös épület. Előbbi három részre osztható, középen a bejáratot egy hatalmas, tátott szájú kőmaszk alkotja, amely a földi és a túlvilág közötti átjárót jelképezi. A bejárat mellett egy-egy lekerekített sarkú, Río Bec stílusra utaló torony áll. Az 5-ös épület északi homlokzatán szintén egy hasonló maszk található, igaz, kisebb méretű.

## Képek

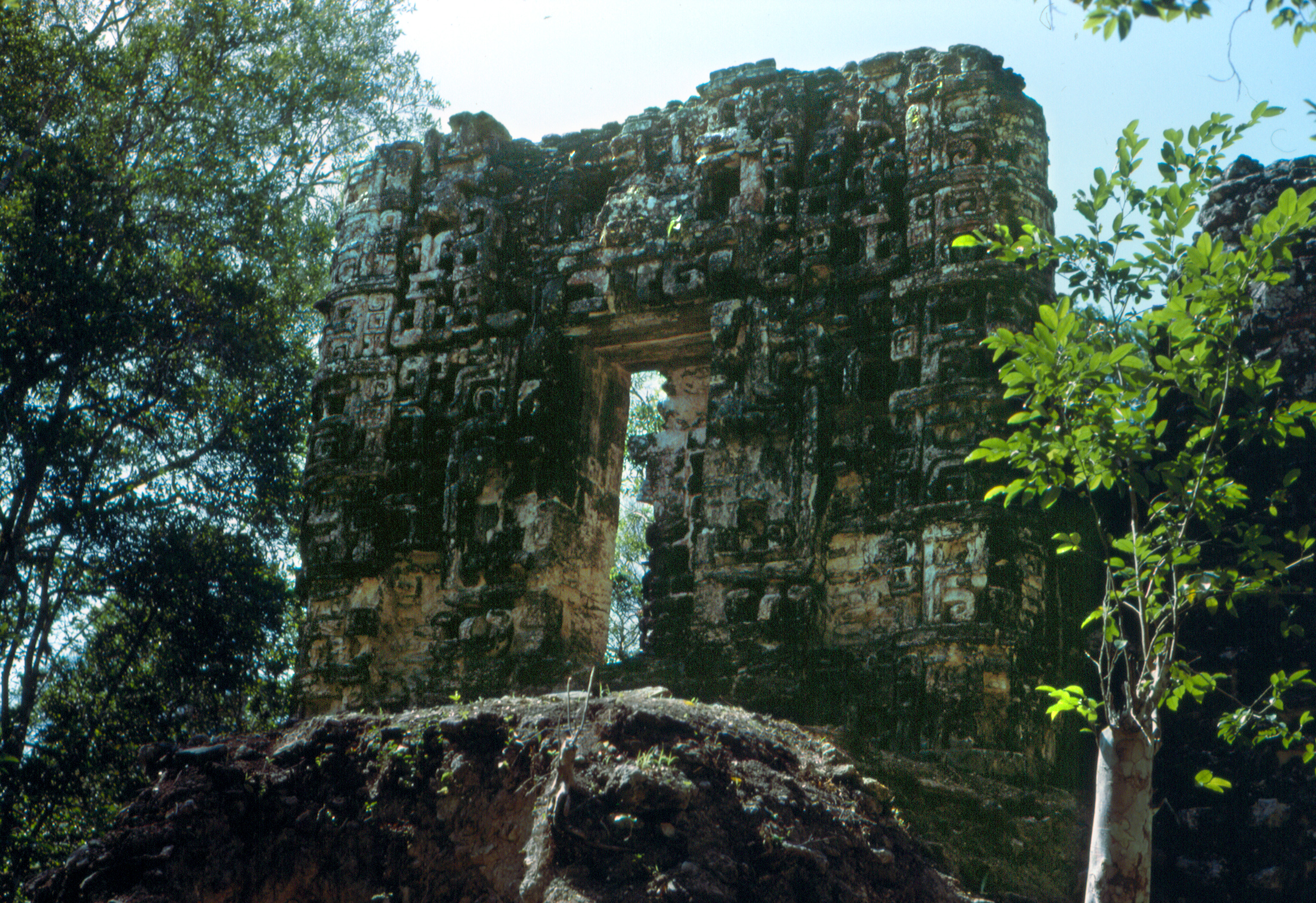
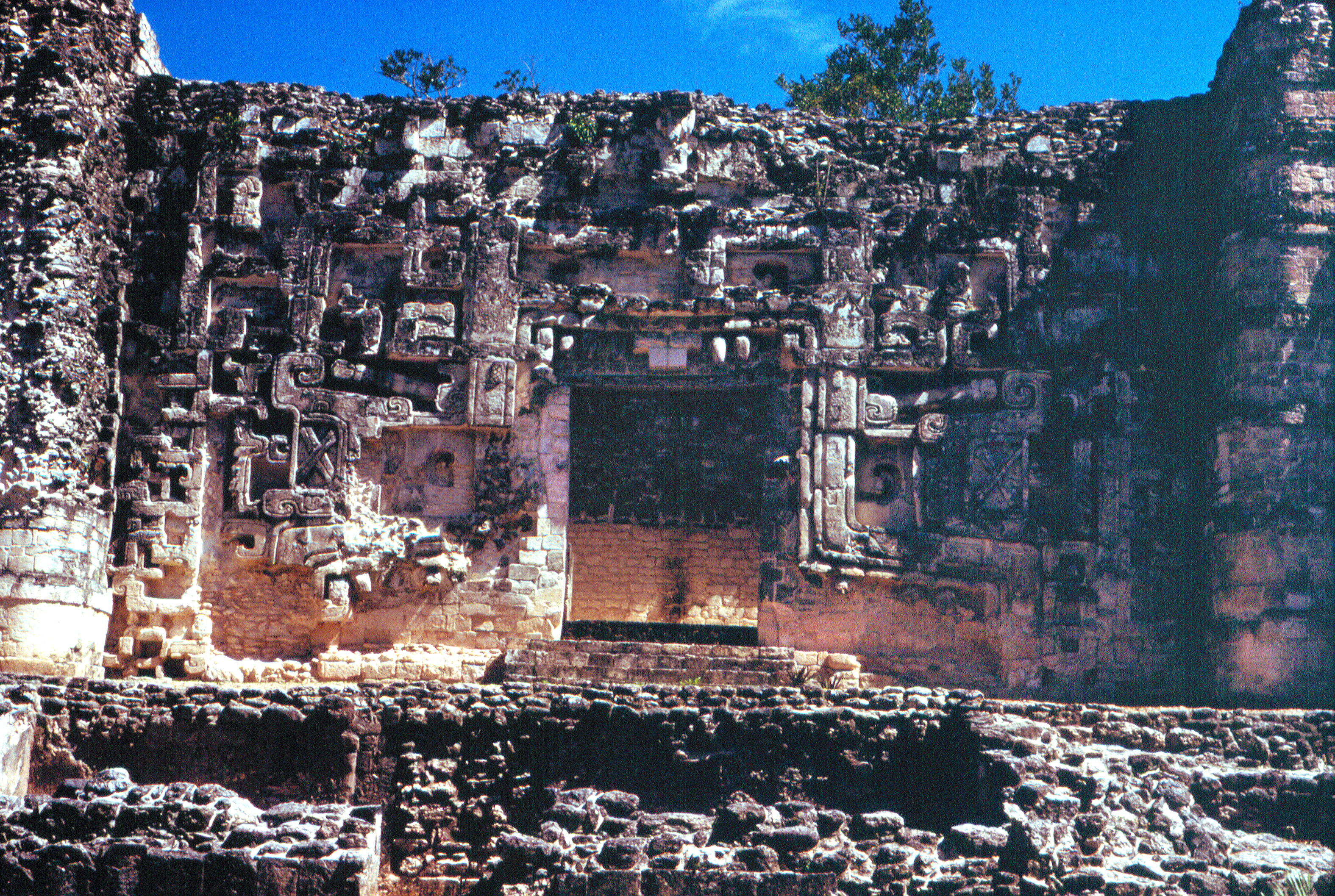
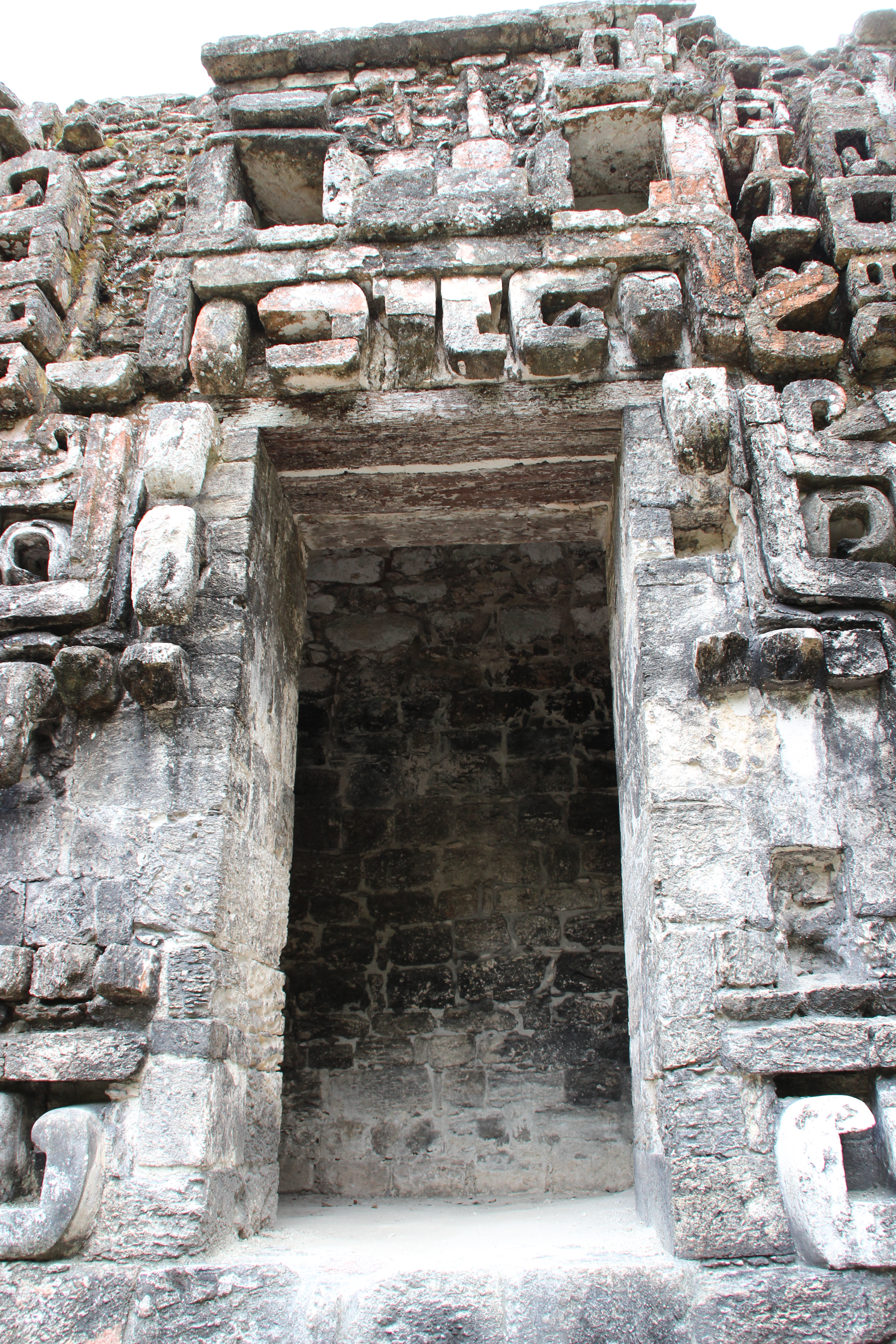
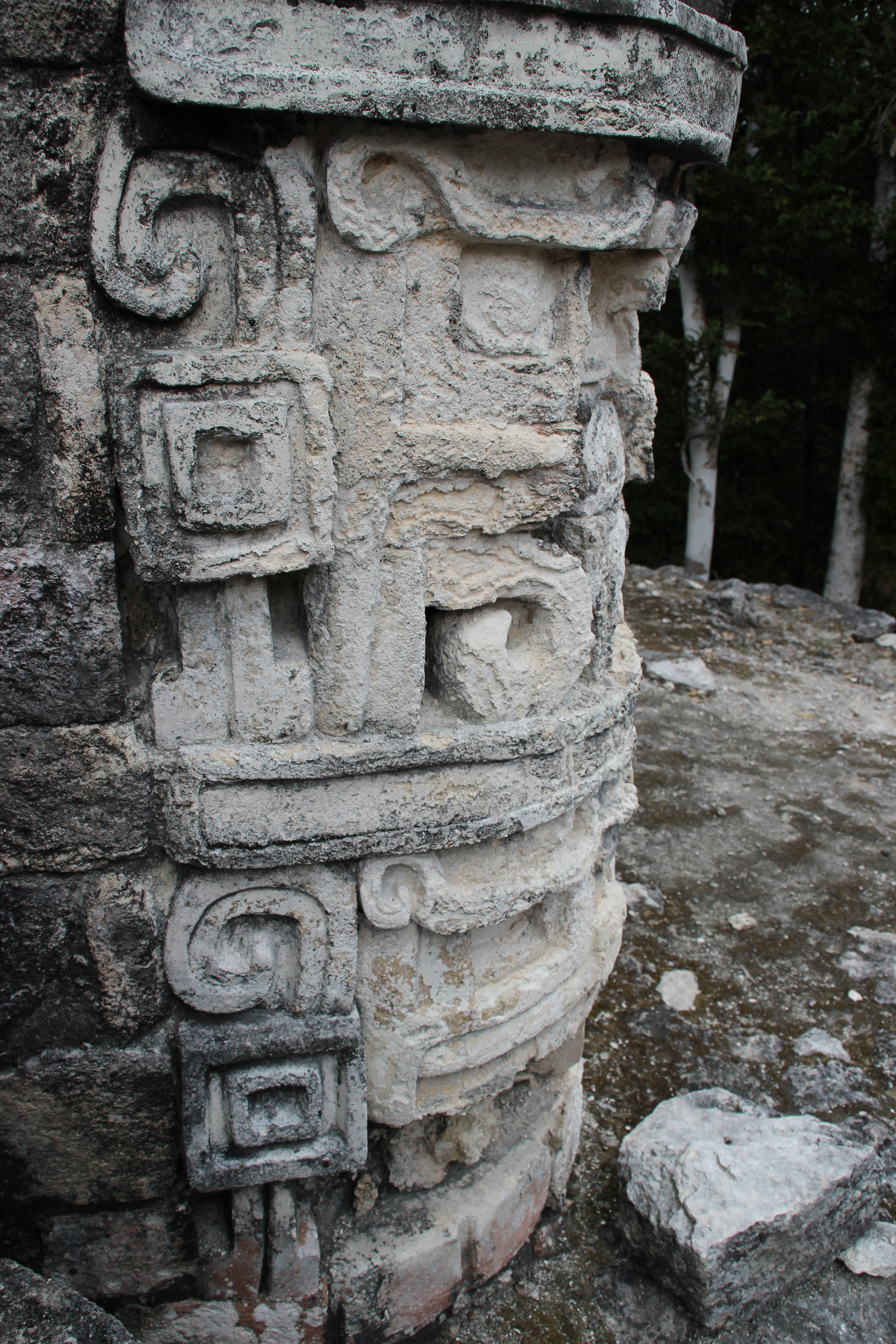